# Tonalixco, Honey
Tonalixco är en ort i Mexiko.   Den ligger i kommunen Honey och delstaten Puebla, i den sydöstra delen av landet, 130 km nordost om huvudstaden Mexico City. Tonalixco ligger 2 256 meter över havet och antalet invånare är 1 245.
Terrängen runt Tonalixco är varierad. Runt Tonalixco är det tätbefolkat, med 530 invånare per kvadratkilometer. Närmaste större samhälle är Tulancingo, 19,9 km sydväst om Tonalixco. Omgivningarna runt Tonalixco är en mosaik av jordbruksmark och naturlig växtlighet.